# Gordian 3. (romersk kejser)
Marcus Antonius Gordianus Pius (20. januar 225 – 11. februar 244), kendt som Gordian 3., var romersk kejser i årene 238 – 244. han var søn af Antonia Gordiana, Gordian 1.s datter og Gordian 2.s søster. Faderens navn er ukendt.